# Garrigó
Garrigó és una masia situada al municipi de Clariana de Cardener a la comarca catalana del Solsonès, inclosa a l'Inventari del Patrimoni Arquitectònic de Catalunya.

## Situació
La masia es troba a la part central-est del terme municipal, al nord del nucli de Clariana. S'alça als extensos camps de conreu de les carenes del marge esquerre del Cardener, entre la rasa del Soler i la de Garrigó, molt a prop de la masia del Soler.
S'hi va des de la carretera de Manresa (C-55). Al nucli de Clariana (41° 56′ 04″ N, 1° 37′ 26″ E / 41.934424°N,1.623930°E) es pren la carretera asfaltada direcció "Canet - Garrigó - Soler" que, en direcció nord, baixa a trobar el riu. Als 1,7 km. es passa pel pont del Molí de Canet, es creuen les cases de Canet i es puja als plans on es troba primerament el trencall de Garrigó, als 3,2 km, i després, el del Soler. Està ben senyalitzat.

## Descripció

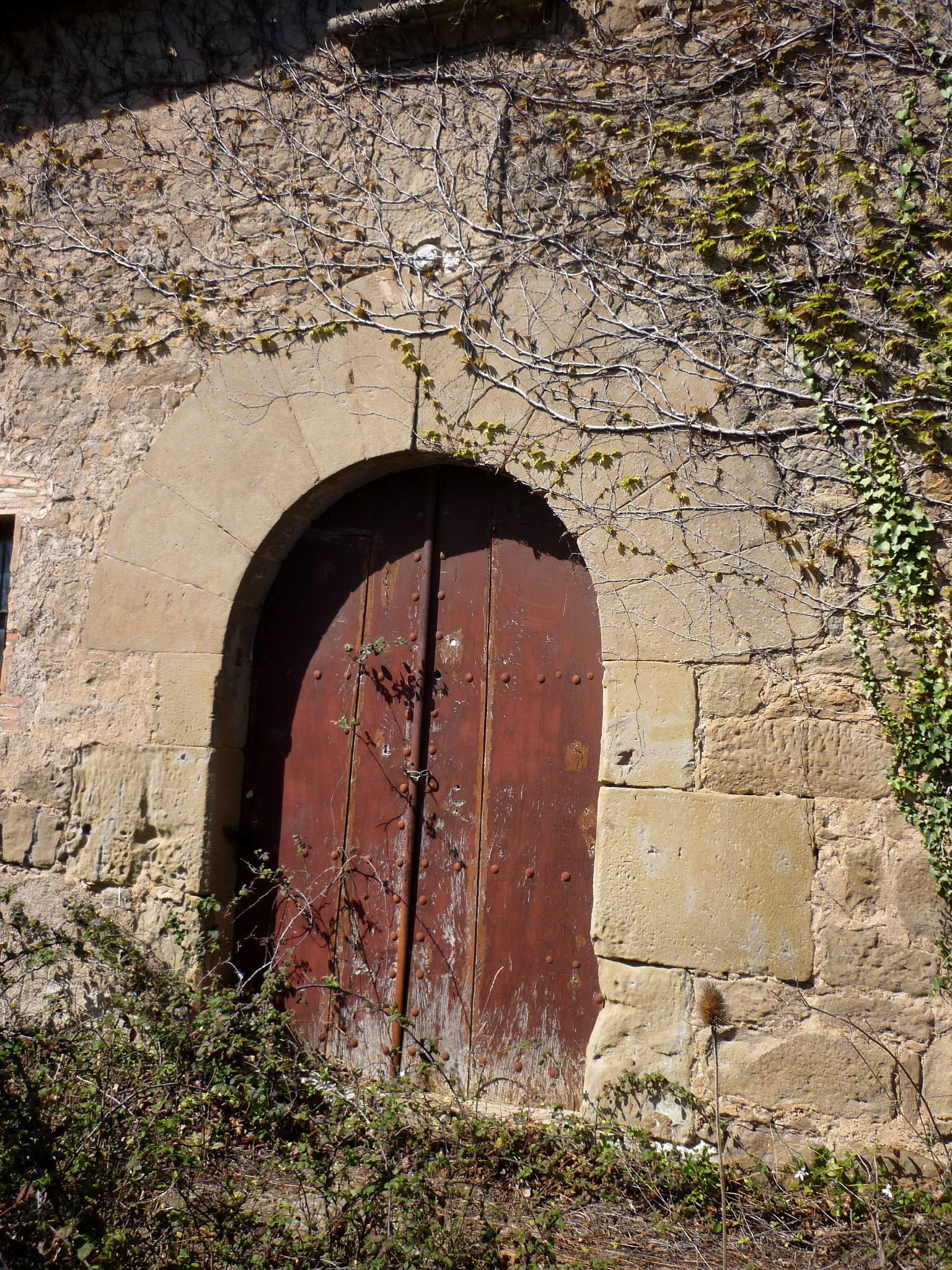
Portal adovellat

Masia de planta rectangular, amb teulada a doble vessant i amb orientació nord-sud. La façana principal és a la cara est, amb porta d'arc de mig punt i grosses dovelles. Hi ha petites finestres a les quatre cares amb llindes de pedra picada.
Té planta baixa i dos pisos, la planta baixa amb sòl de pedra i sostre de bigues. Adossat a la cara sud hi ha un cobert.
El parament és de carreus irregulars amb morter i a les cantonades són de pedra picada i tallats. Davant de la façana principal, el terra està empedrat, amb lloses rectangulars i més o menys regulars. Hi ha un pou davant de la cara est. Gran era de batre entorn de la casa, amb diversos coberts i corrals.